# Балашова Валентина Адамівна
Валентина Адамівна Балашова (нар. 7 січня 1934 — ?) — українська радянська діячка, секретар Київського міського комітету КПУ, 1-й заступник Міністра культури Української РСР. Кандидат у члени ЦК КПУ в лютому 1981 — червні 1990 р.

## Біографія
Освіта вища. Член КПРС з 1956 року.
На 1968—1969 роки — секретар Печерського районного комітету КПУ міста Києва.
У червні 1971 — травні 1973 року — завідувач відділу пропаганди і агітації Київського міського комітету КПУ.
У травні 1973 — 1975 року — секретар Київського міського комітету КПУ.
Потім — на відповідальній роботі в апараті ЦК КПУ: 1-й заступник завідувач відділу пропаганди і агітації ЦК КПУ (на 1981 рік).
З 19 грудня 1985 до 1988 року — 1-и заступник голови Державного комітету Української РСР із кінематографії — начальник головного управління кіновиробництва УРСР.
У 1988—1990 роках — 1-й заступник Міністра культури Української РСР.
Потім — на пенсії у місті Києві.